# Burnt by the Sun
Burnt by the Sun war eine US-amerikanische Metalcore-Band aus New Jersey, die im Jahr 1999 gegründet wurde und sich 2009 wieder auflöste.

## Geschichte
Die Band wurde im November 1999 von Schlagzeuger Dave Witte und Gitarrist John Adubato gegründet. Während sie an den ersten Lieder arbeiteten, kam Sänger Mike Olender hinzu; Bassist Ted Patterson und ein zweiter Gitarrist im Februar 2000 folgten. Nachdem die ersten Lieder entwickelt waren, hielt die Band ihren ersten Auftritt auf der Relapse Stage auf dem Metal Meltdown im März 2000 ab. Danach begab sich die Band im Mai in die Sweetwood Sound Studios mit Produzent Alap Momin, um sieben Lieder aufzunehmen. Drei dieser Lieder waren auf einer Split-Veröffentlichung mit Luddite Clone enthalten. Zudem war das Lied You Will Move auf Contaminated 3.0, einer Kompilation zum zehnjährigen Bestehen von Relapse Records, zu hören.
In den folgenden Monaten schlossen sich weitere Auftritte an und die Arbeiten an weiteren Liedern wurden fortgesetzt. Im Jahr 2001 folgte eine erste, selbstbetitelte EP über Relapse Records. Kurz nach der Veröffentlichung kam Chris Rascio als neuer zweiter Gitarrist zur Band. Im Jahr 2002 erschien das Debütalbum Soundtrack to the Personal Revolution, das von Matt Bayles in den Trax East Studios produziert wurde. Das nächste Album The Perfect Is the Enemy of the Good folgte im Jahr 2003. Das Album wurde erneut von Matt Bayles produziert. Vor der Veröffentlichung des Albums hatte die Band Konzerte zusammen mit Killswitch Engage, Soilent Green und Lickgoldensky abgehalten. Im Februar 2004 folgten Auftritte in den USA zusammen mit Premonitions of War und Breather Resist, ehe im März und April Auftritte mit Dying Fetus und God Forbid folgten. Im Anschluss ging die Band zusammen mit Anthrax auf eine Tournee durch Japan. Im Juni hielt die Band dann Auftritte in Nordamerika ab, zusammen mit Unearth, A Perfect Murder und If Hope Dies. Im September verließen Sänger Olender und Schlagzeuger Witte die Band. Letzterer trat Municipal Waste bei. Als neue Mitglieder kamen Sänger Nate Johnson, Schlagzeuger Brandon Thomas, sowie Gitarrist Nick Hale zur Besetzung. Schlagzeuger Thomas sollte die Band gegen Ende des Jahres 2005 jedoch schon wieder verlassen. Im Jahr 2009 folgte mit Heart of Darkness ein letztes Album über Relapse Records, ehe sich die Band noch im selben Jahr auflöste. Die Band bestand auf dem Album aus Sänger Mike Olender, den Gitarristen John Adubato und Nick Hale, Bassist Ted Patterson und dem wieder zur Band zurückgekehrten Schlagzeuger Dave Witte.

## Stil
Die Band spielte technisch anspruchsvollen Metalcore, wobei auch verstärkt Einflüsse aus Math- und Grindcore verarbeitet wurden.

## Diskografie
- 2000: Luddite Clone / Burnt by the Sun (Split mit Luddite Clone, Ferret Music)
- 2001: Burnt by the Sun (EP, Relapse Records)
- 2002: Soundtrack to the Personal Revolution (Album, Relapse Records)
- 2003: Forlani / Sculpt the Lives (Split mit Burst, Relapse Records)
- 2003: The Perfect Is the Enemy of the Good (Album, Relapse Records)
- 2004: Live from the Relapse Contamination Festival (Live-Album, Relapse Records)
- 2007: Burnt by the Sun / Car Bomb (Split mit Car Bomb, Relapse Records)
- 2009: Heart of Darkness (Album, Relapse Records)